# Mony Mony
Ne doit pas être confondu avec Money-Money.
Mony Mony est une chanson du groupe Tommy James and the Shondells. Sortie en single en 1968, elle se classe en tête de l'UK Singles Chart.
Elle a notamment été reprise par Billy Idol dans les années 1980, en studio et en direct. Cette dernière version a atteint le sommet du Billboard Hot 100 en 1987. Avec ses 5 000 copies vendues, cette reprise a reçu une certification d'or par la CRIA le 23 novembre 1987.

## Classements
| Classement (1968)                      | Meilleure position |
| -------------------------------------- | ------------------ |
| Allemagne (Media Control AG)           | 3                  |
| Australie (Kent Music Report)          | 33                 |
| Autriche (Ö3 Austria Top 40)           | 4                  |
| Belgique (Flandre Ultratop 50 Singles) | 7                  |
| Canada (CHUM)                          | 2                  |
| Canada (100 Singles)                   | 3                  |
| Espagne (AFYVE)                        | 2                  |
| États-Unis (Billboard Hot 100)         | 3                  |
| États-Unis (Cash Box)                  | 3                  |
| États-Unis (Record World)              | 3                  |
| France (SNEP)                          | 24                 |
| Italie (FIMI)                          | 24                 |
| Norvège (VG-lista)                     | 8                  |
| Pays-Bas (Nederlandse Top 40)          | 24                 |
| Royaume-Uni (UK Singles Chart)         | 1                  |
| Suisse (Schweizer Hitparade)           | 2                  |

| Classement (1968)              | Position |
| ------------------------------ | -------- |
| Belgique (Flandre Ultratop 50) | 52       |
| Canada (Top Singles)           | 31       |
| États-Unis (Billboard Hot 100) | 13       |
| États-Unis (Cash Box)          | 23       |

| Classement (1981)                          | Meilleure position |
| ------------------------------------------ | ------------------ |
| États-Unis (Billboard Hot Dance Club Play) | 7                  |

| Classement (1987)                  | Meilleure position |
| ---------------------------------- | ------------------ |
| Afrique du Sud (Springbok Radio)   | 2                  |
| Allemagne (Media Control AG)       | 38                 |
| Australie (Kent Music Report)      | 8                  |
| Canada (100 Singles)               | 1                  |
| Canada (Adult Contemporary)        | 23                 |
| États-Unis (Album Rock Tracks)     | 27                 |
| États-Unis (Billboard Hot 100)     | 1                  |
| États-Unis (Cash Box)              | 1                  |
| Finlande (Suomen virallinen lista) | 4                  |
| Irlande (IRMA)                     | 3                  |
| Nouvelle-Zélande (RMNZ)            | 2                  |
| Pays-Bas (Single Top 100)          | 89                 |
| Royaume-Uni (UK Singles Chart)     | 7                  |
| Suisse (Schweizer Hitparade)       | 13                 |

| Classement (1987)              | Position |
| ------------------------------ | -------- |
| Canada (Top 100 Singles)       | 6        |
| États-Unis (Billboard Hot 100) | 19       |
| États-Unis (Cash Box)          | 39       |

| Classement (1988)                | Position |
| -------------------------------- | -------- |
| Afrique du Sud (Springbok Radio) | 9        |
| Australie (Kent Music Report)    | 75       |